# Messagesquisse
Messagesquisse est une œuvre pour violoncelle solo et six violoncelles, sur le nom de Paul Sacher, du compositeur français Pierre Boulez, composée en 1976-1977.

## Histoire
Messagesquisse est une commande de Mstislav Rostropovitch pour les soixante-dix ans de Paul Sacher. Le morceau est dédié au chef d'orchestre suisse. 

Pierre Boulez en a expliqué le titre : 

« Avec ce mot-valise, j'ai voulu offrir un témoignage de mon amitié envers Paul Sacher : l'œuvre renferme des messages qui lui sont adressés personnellement et sont codés de façon symbolique, comme dans une esquisse. »

L'œuvre est créée le 3 juillet 1977, à La Rochelle, par Pierre Penassou (violoncelle solo), sous la direction de Michel Tabachnik.

## Mouvements
1. Très lent
2. Très rapide
3. Sans tempo, libre
4. Aussi rapide que possible

## Analyse
La partition du violoncelle solo est reprise par les six autres, en décalage à la suite l'un de l'autre, en écho : « la musique se « décompose » ainsi comme à travers un prisme ».

## Enregistrements
- Lefebvre, Boulez, Méfano - Etwas Weiter / D'Un Arbre De Nuit / Messagesquisse / Mélodies. Violoncelle : Lluis Claret et l'Ensemble 2E 2M dirigé par Paul Méfano. Le Chant du monde, 1980.
- 12 Hommages à Paul Sacher pour Violoncelle. Violoncelle : Thomas Grossenbacher et Jens-Peter Maintz, Claudius Herrmann, Brigitte Maass, Nikolaus Trieb, Adnana Alexandrescu-Rivinius, Eckhart Runge. Es-Dur, 1989.
- Boulez - Notations 1-4, Rituel, Messagesquisse. Violoncelle : Albert Tétard, et Étienne Péclard, Guy Besnard, Hikaru Sato, Jeanine Tétard, Jean-Luc Bourre, Pierre Degenne. Erato, 1989.
- Douze Hommages à Paul Sacher pour Violoncelle. Violoncelle : Françoise Schiltknecht et Pierpaolo Toso, Beat Feigenwinter, Anna Loudos, Barbara Lichter, Thomas Demenga, Michael Keller, dirigés par Jürg Wyttenbach. ECM New Series, 1995.
- Boulez – Sur Incises, Messagesquisse & Anthemes II. Violoncelle : Jean-Guihen Queyras et l'Ensemble de violoncelles de Paris. Deutsche Grammophon, 2000. Cet enregistrement a gagné un Gramophone Award en 2001.
- Alto/Multiples. Alto : Christophe Desjardins. Æon, 2009.
- Spoken Tones. Violoncelle : Eva Böcker et l'Ensemble Modern. Ensemble Modern Medien, 2010.